# Grève des ouvriers de Deir-el-Medineh
La grève des ouvriers de Deir-el-Médineh est le plus ancien conflit ouvrier connu de l'Histoire. Cette grève se produisit en l'an 29 du règne de Ramsès III (aux environs de -1166 suivant les sources) à Deir el-Médineh, près de Thèbes en Égypte.

## Historiographie

Le « Papyrus de la grève » écrit par Amennakht, entre 1187 et 1157 avant J.-C., Nouvel Empire. Musée égyptologique de Turin, Turin.

Les études de ce mouvement s'appuient principalement sur le Papyrus de la Grève. Ce document fut rédigé par le scribe Amennakht qui travaillait avec les ouvriers de la nécropole royale dans la vallée des Rois, dénommés les serviteurs dans la Place de Vérité. Il y relate un conflit social qui opposa dans l'Égypte antique, au cours de la XXe dynastie, ces ouvriers à des fonctionnaires du pharaon Ramsès III. Ce papyrus est conservé au Musée de Turin avec le Papyrus judiciaire.
À cette source principale s’ajoutent des ostraca trouvés à Deir el-Médineh et conservés, entre autres, dans les Musées du Caire et de Berlin.

## Contexte
Le conflit social se produit à la fin du règne de Ramsès III, considéré comme le dernier grand souverain du Nouvel Empire. L'époque, en effet, est caractérisée par un déclin intérieur et un individualisme croissant. La position du pharaon semble affaiblie par la prévarication de ses serviteurs et de ses fonctionnaires.
La documentation permet, par ailleurs, d’approcher la réalité de la vie quotidienne des ouvriers de la vallée des Rois et de leurs familles. Les fouilles archéologiques semblent indiquer qu'ils bénéficient de bonnes conditions de vie pour l'époque car ils sont chargés de la construction et de la décoration des monuments et temples funéraires des pharaons. Ils dépendent directement du vizir royal. Pour salaires, ils perçoivent des rations de nourriture : des miches de pain, des mesures de bière, en quantités fixées selon le métier et la fonction de chacun, et même des sacs de céréale pour les contre-maîtres et les scribes. Les travailleurs les mieux payés échangent une partie de leurs rations contre d'autres biens ou services. Ils bénéficient également d'un personnel attaché, comme des pêcheurs ou des jardiniers.

## Déroulement
Le scribe Amennakht, qui appartient aux équipes de travailleurs de la nécropole royale, décrit les événements.
Les ravitaillements, qui constituent les salaires, tardent à être distribués par les fonctionnaires royaux. En plus de ces retards, les ouvriers se plaignent aussi de la mauvaise qualité des rations alimentaires.
Pour manifester leur insatisfaction, les ouvriers interrompent leur travail et occupent des bâtiments administratifs et des temples, pour en bloquer l'activité. Car les temples sont, aussi, des lieux importants de la vie administrative et économique de l'Égypte antique. Amennakht écrit « si nous en sommes arrivés à ce point, c'est à cause de la faim et de la soif ; il n'y a plus de vêtements, ni d'onguents, ni de poissons, ni de légumes ; écrivez au pharaon, notre bon seigneur, à ce propos, et écrivez au vizir, notre supérieur, pour que les provisions nous soient données ».
Diverses conciliations successives, avec les autorités royales ou locales, ne règlent chaque fois que momentanément ces dysfonctionnements administratifs. Les ouvriers reprennent leur grève à plusieurs reprises. Ils menacent aussi de révéler les malversations de certains fonctionnaires avec le ravitaillement. Mais les documents qui nous sont parvenus décrivent assez peu la nature de ces pratiques. Les autorités menacent, quant à elles, de réprimer la grève.
Ce premier mouvement de grève connu de l’Histoire s’étale sur plusieurs semaines avant que les artisans obtiennent enfin la satisfaction de leurs revendications.

## Épilogue
Divers textes, autres que le Papyrus de la Grève, consignent des événements symptomatiques d'un délitement de la société égyptienne de la fin du Nouvel Empire. Quelque temps après le mouvement ouvrier de Deir el-Médineh, le vizir de Basse-Égypte est impliqué dans un complot contre Ramsès III.
Des égyptologues notent que les vols dans les tombeaux royaux et privés se développent à partir de cette période. Les autorités royales craignent alors que les propres bâtisseurs de la nécropole royale soient impliqués dans ces pillages.